# Dolichoderus validus
Dolichoderus validus är en myrart som först beskrevs av Kempf 1959.  Dolichoderus validus ingår i släktet Dolichoderus och familjen myror. Inga underarter finns listade i Catalogue of Life.

## Bildgalleri

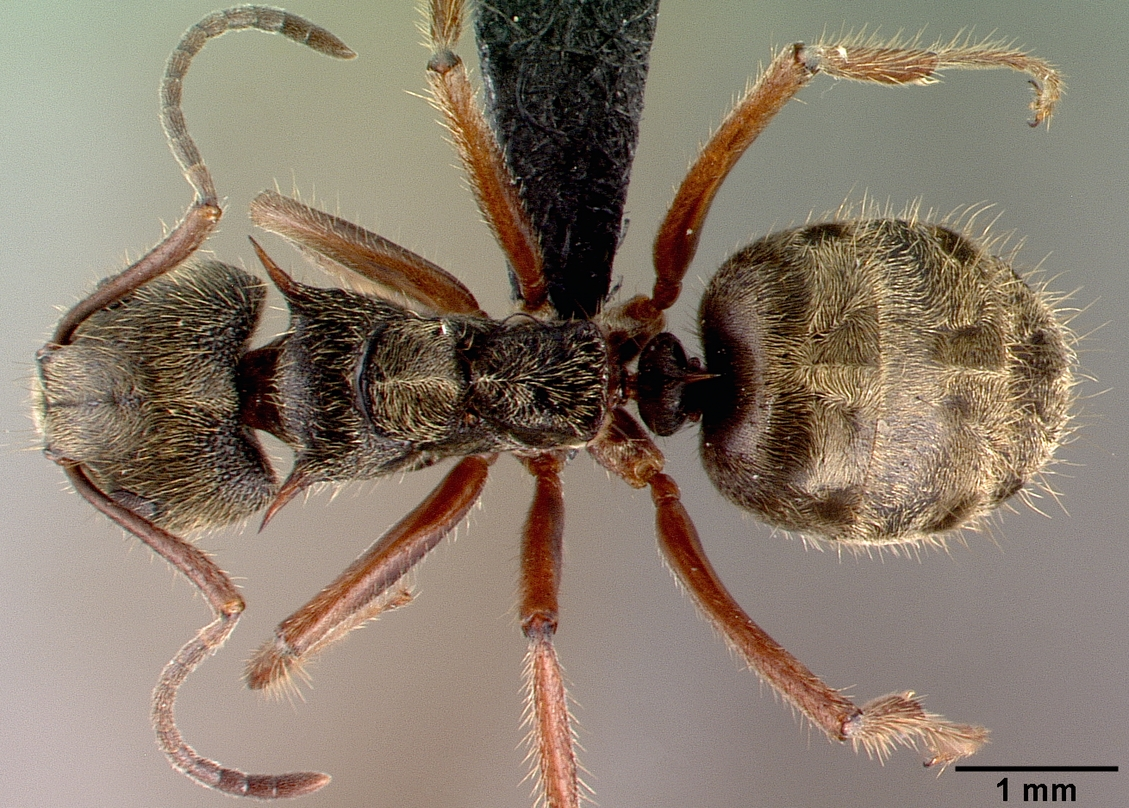
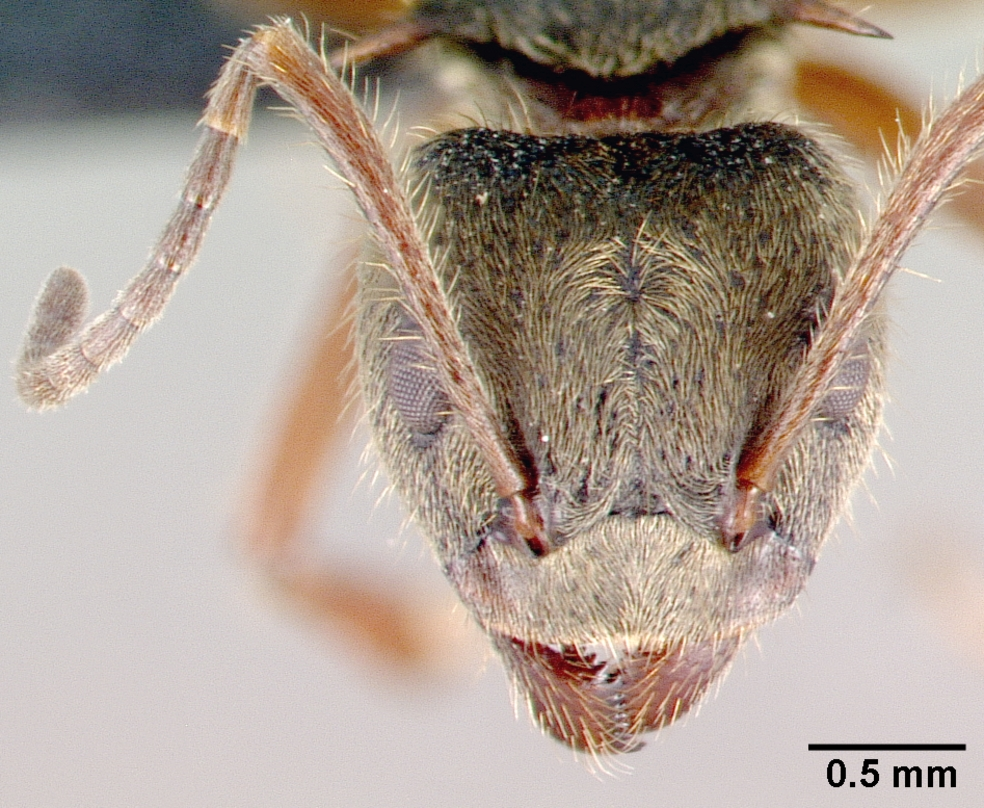
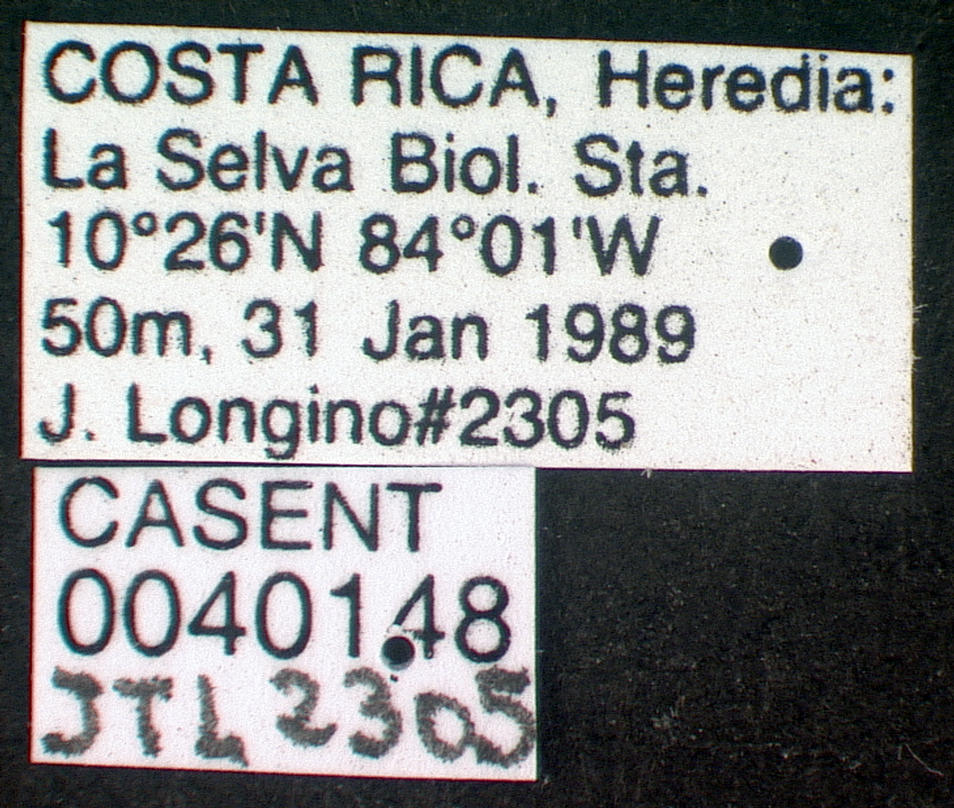
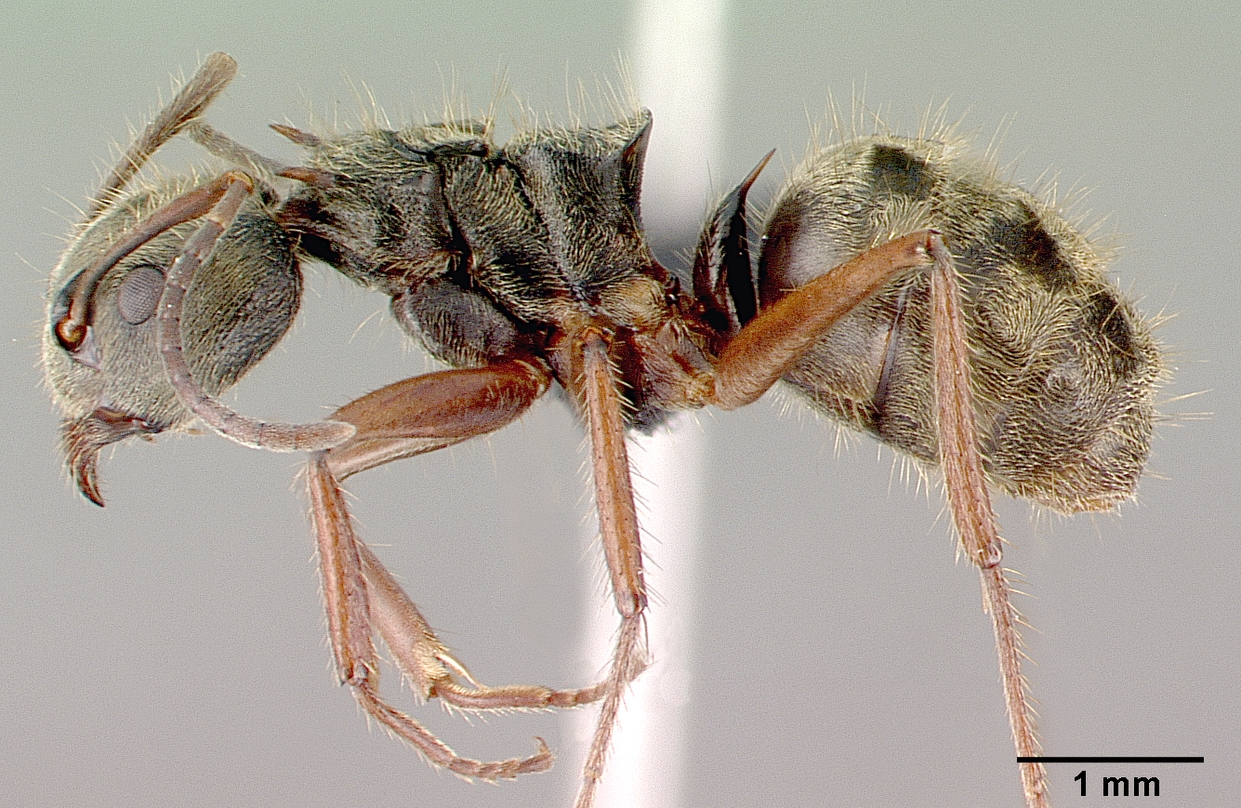